# Arnold Schoenenburg
Arnold Schoenenburg (* 22. Februar 1940 in Essen) ist ein deutscher Politiker (PDS und Die Linke) und ehemaliger Landtagsabgeordneter von Mecklenburg-Vorpommern.

## Leben und Beruf
Nach dem Besuch der Volksschule in Essen-Borbeck siedelte Schoenenburg mit seiner Familie in die DDR über. Er besuchte von 1954 bis 1958 das Institut für Lehrerbildung in Waldenburg, leistete anschließend freiwilligen Wehrdienst bei der Nationalen Volksarmee (NVA) und war von 1960 bis 1962 sowie von 1966 bis 1970 als Lehrer tätig. Mitte der 1970er Jahre promovierte er an der Akademie für Gesellschaftswissenschaften in Moskau.
Schoenenburg war von 1962 bis 1966, von 1970 bis 1973 sowie von 1976 bis 1978 Mitarbeiter der Freien Deutschen Jugend (FDJ). Anschließend war er bis 1989 Mitarbeiter beim Zentralkomitee der SED.

## Partei
Schoenenburg war Mitglied der SED und nach der politischen Wende und der Umbenennung war er seit 1990 Mitglied der PDS.1990 wurde er zum PDS-Kreisvorsitzenden von Usedom gewählt. Auf dem mecklenburg-vorpommerschen Landesparteitag der Linken 2010 wandte er sich gegen den Landesvorsitzenden Steffen Bockhahn, der einen offenen Umgang mit der Stasi-Vergangenheit der Mitglieder gefordert hatte. Auf dem Landesparteitag 2011, der zeitgleich zum 50. Jahrestag des Baus der Berliner Mauer stattfand, wiederholte Schoenenburg die These aus einem von ihm verfassten Positionspapier der Antikapitalistischen Linken, dass der Mauerbau „ohne vernünftige Alternative“ gewesen sei.

## Abgeordneter
Schoenenburg war von 1990 bis 2002 Mitglied des Landtags von Mecklenburg-Vorpommern und dort Parlamentarischer Geschäftsführer der PDS-Fraktion.